# Miłość po południu
Miłość po południu (tytuł oryg. Love in the Afternoon) – amerykańska komedia romantyczna z 1957 w reżyserii Billy’ego Wildera, zrealizowana na podstawie powieści Claude’a Aneta Ariane, jeune fille russe z 1920. W rolach głównych wystąpili Gary Cooper, Audrey Hepburn i Maurice Chevalier.

## Fabuła
Detektyw Claude Chavasse prowadzi śledztwo w sprawie niewiernej kobiety. Romansuje ona m.in. ze słynnym kobieciarzem Frankiem Flannaganem. Córka detektywa, Ariane, czyta o Franku w aktach ojca i jest nim zafascynowana. Mąż niewiernej dowiaduje się o romansie i próbuje zabić kochanka. Ariane chce uratować Franka, ale ten nie potrafi być wierny kobiecie, co doprowadza ją do rozpaczy. Przygotowuje sprytny plan, dzięki któremu role się odwrócą.

## Obsada
- Gary Cooper – Frank Flannagan
- Audrey Hepburn – Ariane Chavasse
- Maurice Chevalier – Claude Chavasse
- Van Doude – Michel
- Claude Ariel – egzystencjalista
- Lise Bourdin – pani X
- John McGiver – pan X
- Olga Valéry – hotelowy gość z psem

## Nagrody i nominacje
- Nagroda WGA dla Billy’ego Wildera i I.A.L. Diamond za najlepszy scenariusz (1958).
- Nominacja do nagrody DGA dla Billy’ego Wildera za największe osiągnięcie reżyserskie w filmie fabularnym (1958).
- Nominacja do nagrody Złoty Glob za najlepszą komedię lub musical; dla Maurice’a Chevaliera jako najlepszego aktora w komedii; dla Audrey Hepburn jako najlepszej aktorki w komedii (1958).